# Detroit People Mover
Koordinaten: 42° 20′ 1″ N, 83° 2′ 49″ W
| DPM am Times Square |                                |                                   |                                   |
| Streckenlänge: | 4,7 km                         |                                   |                                   |
| Spurweite: | 1435 mm (Normalspur)           |                                   |                                   |
| Stromsystem: | seitliche Stromschiene 600 V = |                                   |                                   |
| Zweigleisigkeit: | nein                           |                                   |                                   |
| |                                |                                   |                                   |
| \| \| \| Broadway \| \| \| \| Grand Circus Park Übergang \| \| \| \| Cadillac Center \| \| \| \| Times Square Betriebshof \| \| \| \| Greektown \| \| \| \| Michigan Avenue \| \| \| \| Bricktown \| \| \| \| Fort/Cass \| \| \| \| Renaissance Center \| \| \| \| Huntington Place (TCF Center) \| \| \| \| Millender Center \| \| \| \| West Riverfront (Joe Louis Arena) \| \| \| \| Financial District \| ORM-Karte |                                |                                   |                                   |
| U-Bahn-Strecke von links · U-Bahn-Haltepunkt / Haltestelle quer · U-Bahn-Strecke von rechts |                                | Broadway                          | Broadway                          |
| U-Bahn-Bahnhof · U-Bahn-Strecke geradeaus |                                | Grand Circus Park Übergang        | Grand Circus Park Übergang        |
| U-Bahn-Abzweig geradeaus und nach links · U-Bahn-Strecke von rechts · U-Bahn-Haltepunkt / Haltestelle |                                | Cadillac Center                   | Cadillac Center                   |
| U-Bahn-Haltepunkt / Haltestelle · U-Bahn-Blockstelle · U-Bahn-Strecke geradeaus |                                | Times Square Betriebshof          | Times Square Betriebshof          |
| U-Bahn-Abzweig geradeaus und von links · U-Bahn-Strecke nach rechts · U-Bahn-Haltepunkt / Haltestelle |                                | Greektown                         | Greektown                         |
| U-Bahn-Haltepunkt / Haltestelle · U-Bahn-Strecke geradeaus |                                | Michigan Avenue                   | Michigan Avenue                   |
| U-Bahn-Strecke · U-Bahn-Haltepunkt / Haltestelle |                                | Bricktown                         | Bricktown                         |
| U-Bahn-Haltepunkt / Haltestelle · U-Bahn-Strecke geradeaus |                                | Fort/Cass                         | Fort/Cass                         |
| U-Bahn-Tunnelanfang · U-Bahn-Haltepunkt / Haltestelle |                                | Renaissance Center                | Renaissance Center                |
| U-Bahn-Haltepunkt / Haltestelle (im Tunnel) · U-Bahn-Strecke geradeaus |                                | Huntington Place (TCF Center)     | Huntington Place (TCF Center)     |
| U-Bahn-Tunnelende · U-Bahn-Haltepunkt / Haltestelle |                                | Millender Center                  | Millender Center                  |
| U-Bahn-Haltepunkt / Haltestelle · U-Bahn-Strecke geradeaus |                                | West Riverfront (Joe Louis Arena) | West Riverfront (Joe Louis Arena) |
| U-Bahn-Strecke nach links · U-Bahn-Haltepunkt / Haltestelle quer · U-Bahn-Strecke nach rechts |                                | Financial District                | Financial District                |

Der Detroit Peoplemover ist ein 4,7 Kilometer langes, automatisch betriebenes Hochbahnsystem, das die Innenstadt von Detroit umschließt. Betrieben wird der Peoplemover von der Detroit Transportation Corporation der Stadt Detroit. Die Fahrgäste sind zumeist Geschäftsreisende, Touristen und Arbeitnehmer aus den Geschäften und Büros der Innenstadt.

## Geschichte
Der Detroit Peoplemover hat seine Ursprünge im Jahr 1966 mit Gründung der Urban Mass Transportation Administration (UMTA) durch den Kongress. Die UMTA hatte den Auftrag, neue Nahverkehrssysteme für die Großstädte der USA zu entwickeln. Im Jahr 1975, nachdem bis dahin keine großen Ergebnisse vorlagen und der Erfolgsdruck stieg, entwickelte die UMTA das Downtown-People-Mover-Programm (DPM) und schrieb einen bundesweiten Wettbewerb aus. Am Ende überstiegen die Kosten für Planung und Bau als auch die Kosten der Versicherung deutlich die zur Verfügung stehenden Bundesmittel. Nach einer Auswahl von Vorschlägen aus vier Städten empfahl die UMTA, dass Detroit, Miami und Baltimore solche Nahverkehrssysteme bauen sollten, aber nur, wenn sie dies unter Einhaltung der bestehenden Bundesförderung tun könnten. Obwohl sich zwei der vier ausgewählten Städte schließlich aus dem Programm zurückzogen, beschlossen Detroit und Miami, den Peoplemover zu bauen.
Die Planung der 1980er Jahre sah den Peoplemover als Innenstadtverteiler für ein stadtweites Schnellbahnsystem. Die Finanzierung wurde jedoch zurückgezogen. Zu diesem Zeitpunkt war das System für eine tägliche Fahrgastzahl von 67.700 ausgelegt.
Die Bahn wurde 1987 eröffnet. Sie nutzt die gleiche Technologie wie der SkyTrain in Vancouver oder die Scarborough-Linie in Toronto. Im ersten Jahr wurde der Peoplemover durchschnittlich von 11.000 Fahrgästen täglich genutzt.
Der Peoplemover hält an 13 Stationen. Acht der Stationen wurden in bereits bestehende Gebäude integriert. Die Stationen sind individuell künstlerisch ausgestaltet worden.

## Betrieb
Der Betrieb erfolgt automatisch, ohne Fahrzeugführer. Die Strecke ist eingleisig, ein Zweirichtungsbetrieb ist praktisch unmöglich, da nur eine einzige Ausweichstelle an der Haltestelle Times Square existiert. Diese ist gleichzeitig der Zugang zum dort befindlichen Betriebshof.
Bis August 2008 wurde die Strecke gegen den Uhrzeigersinn befahren. Der Wechsel zum Betrieb im Uhrzeigersinn bedeutete vor allem eine Beschleunigung der Betriebsgeschwindigkeit, da die im Uhrzeigersinn verlaufende Strecke einen kurzen, relativ steilen Anstieg aufweist und dann den größten Teil der Strecke bergab verläuft, sodass die Züge die Schwerkraft nutzen können, um zu beschleunigen. Am 1. März 2019 wurde der Betrieb nach einer vorangegangenen Testphase, in der seit Dezember 2019 an Wochenenden die Fahrtrichtung gedreht wurde, wieder umgestellt auf Fahren entgegen dem Uhrzeigersinn.
Die 4,73 Kilometer lange Strecke wird in 13 Minuten 35 Sekunden umfahren. Je nach Tageszeit werden bis zu 10 der 12 vorhandenen Triebwagen in Form von Zweiwagenzügen eingesetzt. Dabei ergibt sich ein minimaler Zugabstand von 2,5 Minuten. Der Peoplemover könnte jährlich bis zu 15 Millionen Passagiere befördern, tatsächlich hat er laut der offiziellen Zahlen der APTA im ersten Halbjahr 2024 nur etwa 690.000 Passagiere transportiert.

## Zwischenfälle und Betriebsunterbrechungen
1987 wurde ein 6 Jahre alter Junge in der Tür eines abfahrenden Zuges eingeklemmt.
1990 entgleiste ein Zug bei der Station Cadillac Center auf Grund eines auf die Gleise geworfenen Gullydeckels.
Am 22. Januar 2015 entgleiste ein Zug bei der Station Rosa Parks.
Am 16. Mai 2016 fiel ein Mann an der Station Times Square zwischen zwei Wagen und wurde zu Tode geschleift. Der Fahrbetrieb wurde zwei Tage später wieder aufgenommen.
Vom 12. bis 26. Juni 2016 musste der Betrieb zur Durchführung von Gleisbauarbeiten komplett eingestellt werden.

## Tarif
Seit 2. Januar 2024 ist die Benutzung des Peoplemovers kostenlos. Diese Regelung gilt zunächst für das ganze Jahr 2024. Davor hat eine Fahrt mit dem Peoplemover 0,75 US-Dollar gekostet.

## Detroit Peoplemover in der Kunst
Der 1987 in der Detroit Free Press erschienene Bildband „Moving Picture – A Look At Detroit From High Atop The Peoplemover“ von dem Fotografen Manni Crisostomo beschäftigt sich mit Bildern, die aus dem Peoplemover heraus gemacht wurden. Der Bildband zeigt anschaulich die Wichtigkeit des Peoplemovers als Werkzeug zur Kreierung eines medialen stereotypen Bildes von Detroit. Crisostomo arbeitet hier detailliert die, wie er schreibt, „Wirkung dieser Bildregie oder Kamerafahrt“ heraus.

## Kritik
Hauptpunkt aller Kritik ist der niemals erfolgte Anschluss an verbindende Nahverkehrsstrukturen, die den Peoplemover als Innenstadtbediener mit den umliegenden oder im Außenbereich liegenden Stadtteilen von Detroit verbinden sollte. Dieser Punkt degradiert den Peoplemover in der öffentlichen Wahrnehmung zu einer touristischen Attraktion, die die Sehenswürdigkeiten Detroits ähnlich einer Sightseeing-Tour verbindet.